# Магометов, Александр Амарович
Алекса́ндр Ама́рович Магоме́тов (Абдулмаджид Омарович Магомедов, дарг. Гӏямарла урши Гӏябдулмажид) (1917, Кубачи — 17 июня 2004, Тбилиси) — грузинский лингвист, специалист в области даргинских и лезгинских языков, а также истории кавказоведения. По национальности даргинец.
Доктор филологических наук (1965), профессор. Заслуженный деятель науки Дагестанской АССР, заслуженный деятель науки Грузинской ССР. Награждён медалью «За самоотверженный труд в Великой Отечественной войне 1941—45 гг.».

## Биография
Родился в с. Кубачи Дахадаевского района Дагестана, основную часть жизни прожил в Грузии.
По образованию инженер, в 1940 году окончил Грузинский индустриальный институт. После войны его судьбу изменила встреча с А. С. Чикобавой, который пригласил А. А. Магометова на работу в Институт языкознания АН Грузинской ССР. В 1945—48 гг. учился в аспирантуре Института, в 1948 году защитил кандидатскую диссертацию на тему «Кубачинский язык», позже изданную отдельной книгой. С 1948 года работал в отделе горских иберийско-кавказских языков Института, с 1968 года также предподавал на кафедре кавказских языков Тбилисского государственного университета.
В 1950-е и 1960-е гг. работал над описанием двух близкородственных языков лезгинской группы — табасаранского и агульского. По обоим языкам были изданы фундаментальные монографии с приложением текстов на различных диалектах. Грамматического описание табасаранского языка было также защищено в качестве докторской диссертации (1965). Кроме того, в 1953—54 гг. А. А. Магометов подготовил к печати табасаранскую грамматику П. К. Услара (весь текст грамматики был переписан им от руки), которая была опубликована в 1979 году с его комментариями и дополнениями. В том же году А. А. Магометов издал свою монографию о жизни и деятельности Услара.
Многие годы работал учёным секретарём региональных научных сессий по   изучению системы и истории иберийско-кавказских языков, с 1974 года входил в редколлегию журнала «Ежегодник иберийско-кавказского языкознания» (в том числе был заместителем главного редактора).
Сестра — художник по металлу Манаба Магомедова.

## Основные труды
- Магометов А. А. Кубачинский язык: Исследование и тексты. Тбилиси, 1963.
- Магометов А. А. Табасаранский язык: Исследование и тексты. Тбилиси, 1965.
- Магометов А. А. Агульский язык: Исследование и тексты. Тбилиси, 1970.
- Магометов А. А. П. К. Услар — исследователь дагестанских языков. Махачкала, 1979.
- Магометов А. А. Мегебский диалект даргинского языка: Исследование и тексты. Тбилиси, 1982.

## О нём
- Сулейманов Н. Дж. Александр Амарович Магометов (1917—2004) // Проблемы общего и дагестанского языкознания. Вып. 2. Махачкала, 2004.